# Вудроу (тауншип, округ Касс, Миннесота)
Вудроу (англ. Woodrow) — тауншип в округе Касс, Миннесота, США. На 2000 год его население составило 667 человек.

## География
По данным Бюро переписи населения США площадь тауншипа составляет 95,2 км², из которых 64,9 км² занимает суша, а 30,4 км² — вода (31,87 %).

## Демография
По данным переписи населения 2000 года здесь находились 667 человек, 327 домохозяйств и 238 семей.  Плотность населения —  10,3 чел./км².  На территории тауншипа расположено 1261 постройка со средней плотностью 19,4 построек на один квадратный километр. Расовый состав населения: 98,65 % белых, 0,15 % афроамериканцев, 0,15 % — других рас США и 1,05 % приходится на две или более других рас. Испанцы или латиноамериканцы любой расы составляли 0,15 % от популяции тауншипа.
Из 327 домохозяйств в 11,9 % воспитывались дети до 18 лет, в 67,9 % проживали супружеские пары, в 3,1 % проживали незамужние женщины и в 27,2 % домохозяйств проживали несемейные люди. 22,0 % домохозяйств состояли из одного человека, при том 12,5 % из — одиноких пожилых людей старше 65 лет. Средний размер домохозяйства — 2,04, а семьи — 2,32 человека.
10,8 % населения — младше 18 лет, 3,0 % — в возрасте от 18 до 24 лет, 12,0 % — от 25 до 44, 40,5 % — от 45 до 64, и 33,7 % — старше 65 лет. Средний возраст — 59 лет. На каждые 100 женщин приходилось 106,5 мужчин.  На каждые 100 женщин старше 18 приходилось 103,1 мужчин.
Средний годовой доход домохозяйства составлял 35 987 долларов, а средний годовой доход семьи —  40 357 долларов. Средний доход мужчин —  30 938  долларов, в то время как у женщин — 18 750. Доход на душу населения составил 23 201 доллар. За чертой бедности находились 4,6 % семей и 6,6 % всего населения тауншипа, из которых 4,8 % младше 18 и 2,0 % старше 65 лет.